# گلین جونز (تهیه‌کننده موسیقی)
گلین توماس جونز (به انگلیسی: Glyn Thomas Johns؛ زادهٔ ۱۵ فوریهٔ ۱۹۴۲) مهندس صدا و تهیه‌کنندهٔ موسیقی انگلیسی می‌باشد. 